# Saint-Jean (Francia)
Saint-Jean è un comune francese di 10 413 abitanti situato nel dipartimento dell'Alta Garonna nella regione dell'Occitania.

## Società

### Evoluzione demografica
Abitanti censiti

## Monumenti e luoghi d'interesse

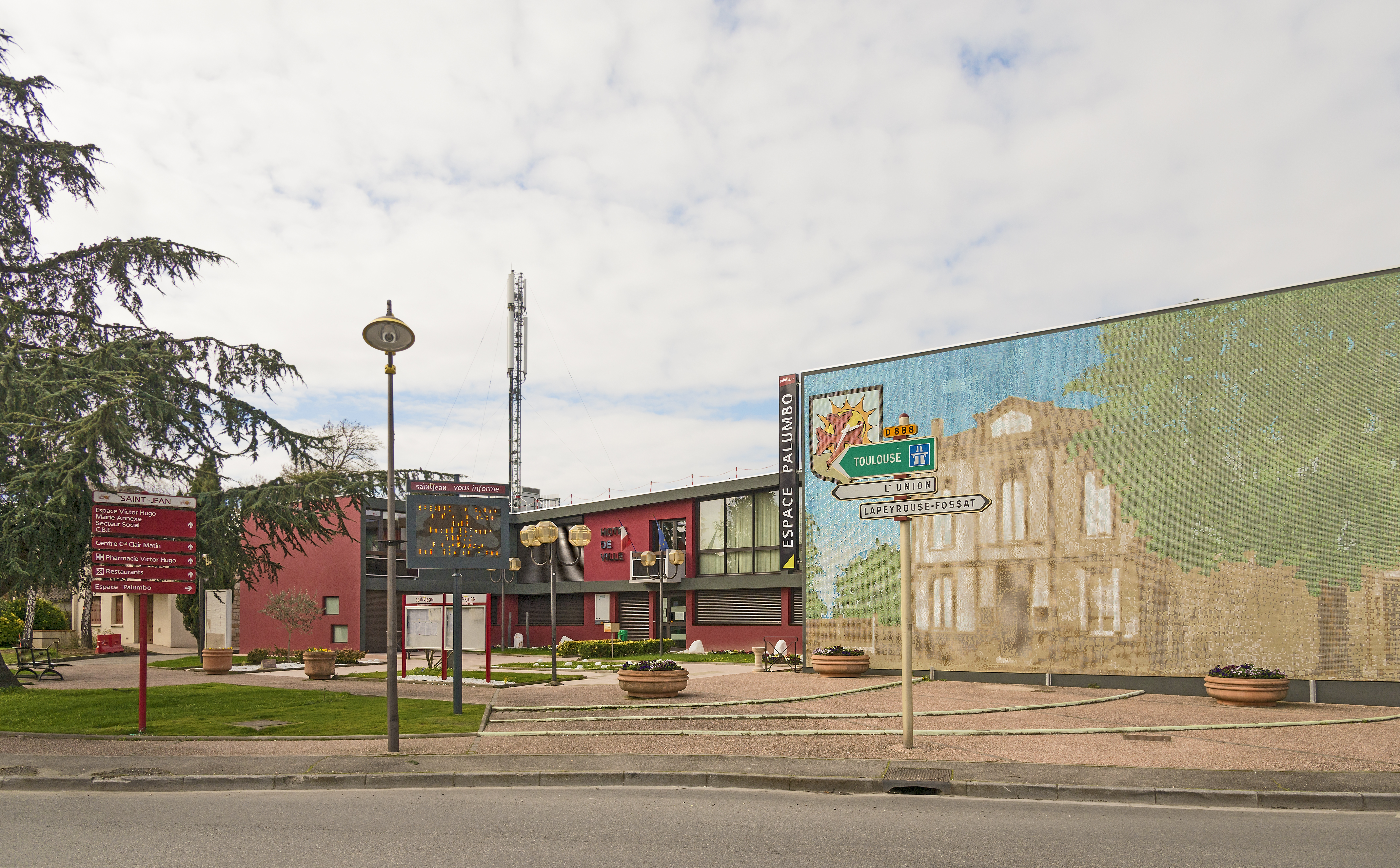
Il municipio.
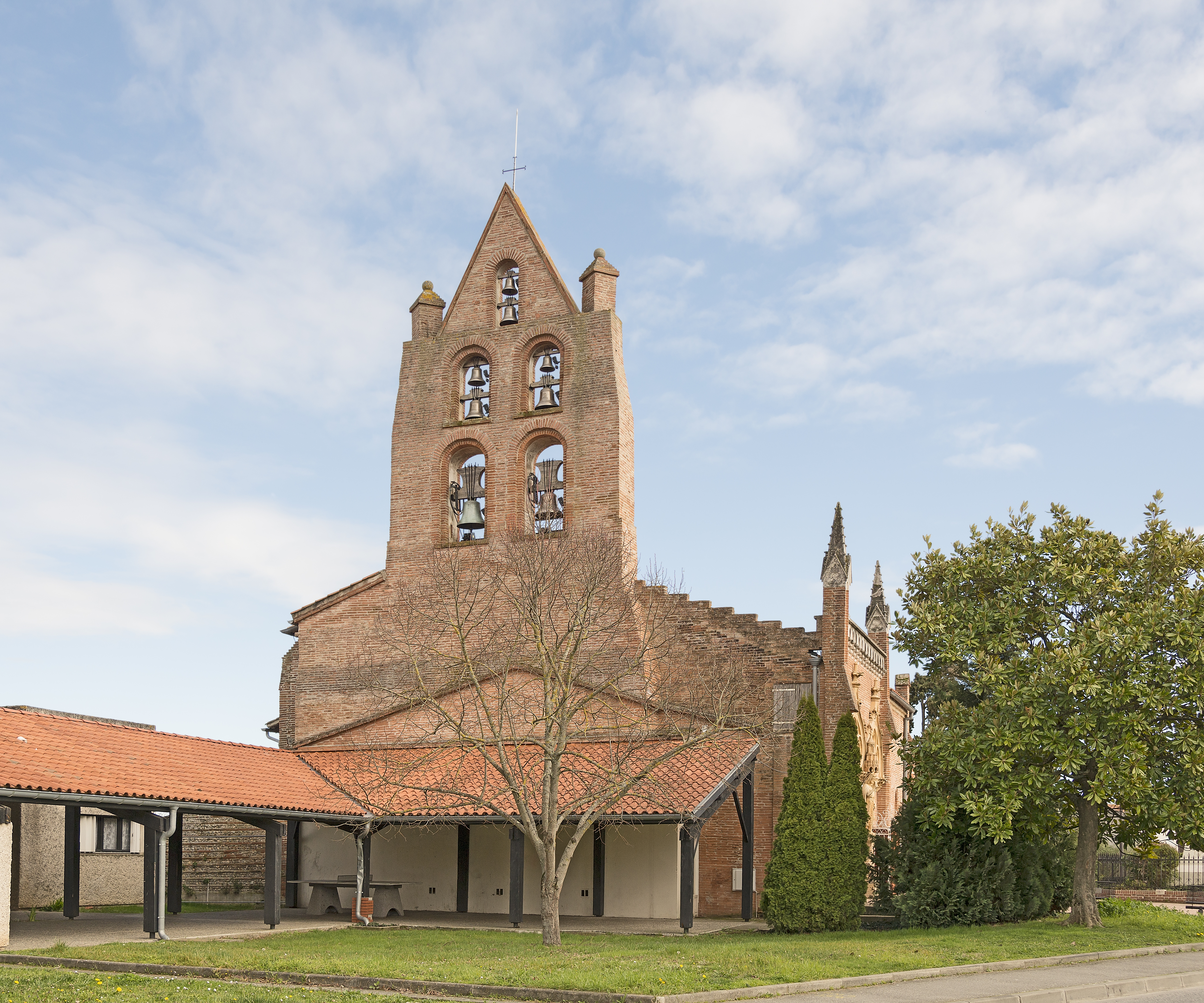
Chiesa.
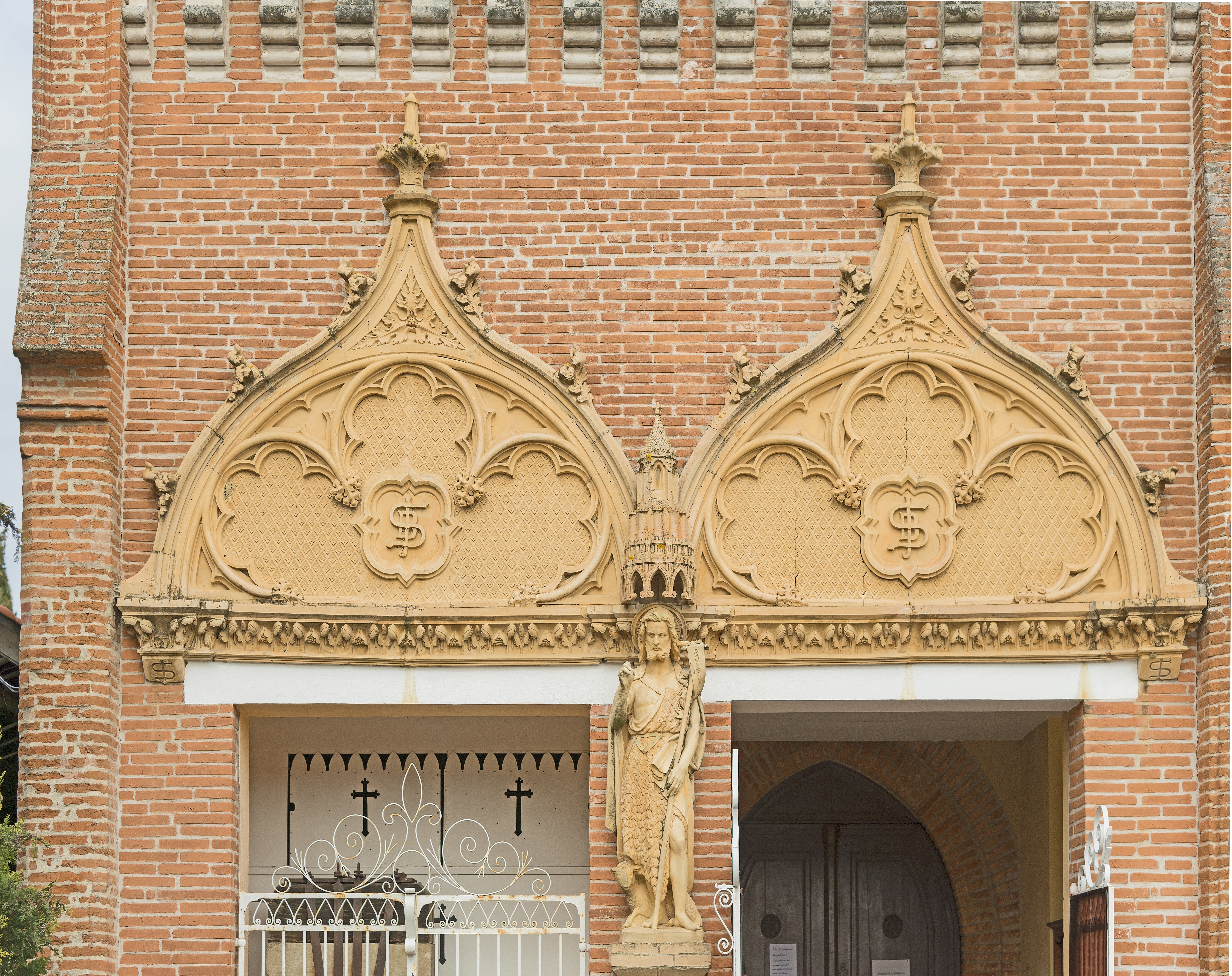

## Amministrazione

### Gemellaggi
- Fontanafredda, comune in provincia di Pordenone.[3]